# Blücher (lokomotiva)

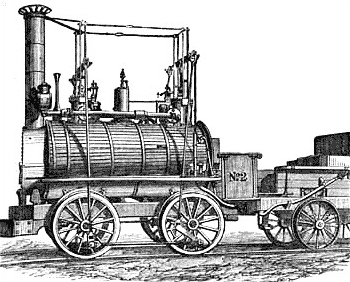
Nákres lokomotivy Blücher

Blücher je název parní lokomotivy, která byla jednou z prvních železničních lokomotiv, postavených v roce 1814 Georgem Stephensonem.
Lokomotiva Blücher mohla táhnout náklad o hmotnosti 30 tun rychlostí 6,4 km (4 míle) za hodinu. Byla pojmenována podle pruského generála Gebharda Leberechta von Blücher, na počest jeho zásahu v bitvě u Waterloo a jeho pomoci proti Napoleonovi Bonaparte.

## Další rané lokomotivy
- The Salamanca vyrobil Matthew Murray
- Puffing Billy vyrobil William Hedley
- Sans Pareil vyrobil Timothy Hackworth
- Locomotion No 1 vyrobil Gorge Stephenson